# Iza (Colombia)
Iza è un comune della Colombia facente parte del dipartimento di Boyacá.
Il centro abitato venne fondato da Andrés Egas de Guzmán nel 1595.